# Atomic City
Atomic City és una població dels Estats Units a l'estat d'Idaho. Segons el cens del 2000 tenia 25 habitants.

## Demografia
Segons el cens del 2000, Atomic City tenia 25 habitants, 16 habitatges, i 7 famílies. La densitat de població era de 96,5 habitants per km².
Dels 16 habitatges en un 6,3% hi vivien nens de menys de 18 anys, en un 37,5% hi vivien parelles casades, en un 0% dones solteres, i en un 56,3% no eren unitats familiars. En el 56,3% dels habitatges hi vivien persones soles el 12,5% de les quals corresponia a persones de 65 anys o més que vivien soles. El nombre mitjà de persones vivint en cada habitatge era d'1,56 i el nombre mitjà de persones que vivien en cada família era de 2,29.
Per edats la població es repartia de la següent manera: un 4% tenia menys de 18 anys, un 4% entre 18 i 24, un 8% entre 25 i 44, un 48% de 45 a 60 i un 32% 65 anys o més.
L'edat mediana era de 58 anys. Per cada 100 dones de 18 o més anys hi havia 140 homes.
La renda mediana per habitatge era de 9.375 $ i la renda mediana per família de 8.750 $. Els homes tenien una renda mediana de 43.750 $ mentre que les dones 8.750 $. La renda per capita de la població era de 16.276 $. Aproximadament el 62,5% de les famílies i el 57,1% de la població estaven per davall del llindar de pobresa.

## Poblacions més properes
El següent diagrama mostra les poblacions més properes.